# THE RHYME ANIMAL REMIX E.P.2
『THE RHYME ANIMAL REMIX E.P.2』（ザ・ライム・アニマル・リミックス・イー・ピー・ツー）は、ZEEBRAの2枚目のリミックス・アルバム。

## 概要
前作『THE RHYME ANIMAL REMIX E.P.1』に続くリミックス・ミニアルバム。前作同様、1枚目のアルバム『THE RHYME ANIMAL』の収録曲を中心にリミックスされた曲を収録。

## 収録曲
1. 未来への鍵 feat. AKEEM DA MANAGOO (Skull Cut Mix)
作詞：ZEEBRA、作曲：ZEEBRA/AKEEM DA MANAGOO
  - リミックスとしてSUPER BUTTER DOGの竹内朋康が参加。
2. I'M Still No.1 (This Is The Journey Into The Future Sound Mix)
作詞・作曲：ZEEBRA
3. Smokin' At The Lobby (Your Turn) (Magic Mushroom Mix)
作詞：ZEEBRA、作曲：INOVADER
  - リミックスとしてBOREDOMSのヤマタカEYEが参加。
4. 真っ昼間 (Kenji Furuya + Bots Remix)
作詞：ZEEBRA、作曲：INOVADER
  - リミックスとしてDragon AshのKjとBOTSが参加。